# Judas (píseň, Lady Gaga)
„Judas“ je druhý singl zpěvačky Lady Gaga z jejího třetího alba Born This Way.
Singl se hned po vydání dostal na 1. místo ve všech hitparádách iTunes. Z tohoto singlu se nestal tak velký mega-hit jako z Born This Way, ale i přesto se v některých žebříčcích držel na předních místech dlouhou dobu.
Video k tomuto singlu se stalo jedním z nejvíce zhlédnutých videí roku 2011. Za pouhých 12 dní od premiéry se na video podívalo přes 33 milionů lidí, čímž byla překonána sledovanost předchozího videa k písni „Born This Way“.

## Hudební příčky
| Období (2011)          | Max. příčka |
| ---------------------- | ----------- |
| Austrálie              | 6           |
| Rakousko               | 6           |
| Kanada                 | 8           |
| Francie                | 7           |
| Německo                | 23          |
| Irsko                  | 4           |
| Nový Zéland            | 12          |
| Švýcarsko              | 8           |
| Velká Británie         | 8           |
| U.S. Billboard Hot 100 | 10          |